# Amphibologyne mexicana
Amphibologyne mexicana là loài thực vật có hoa trong họ Mồ hôi. Loài này được (M.Martens & Galeotti) Brand mô tả khoa học đầu tiên năm 1931.